# Hamburger SV II
A Hamburger SV II (korábbi nevén Hamburger SV Amateure) a német Hamburger SV tartalék labdarúgócsapata.